# Taourirt

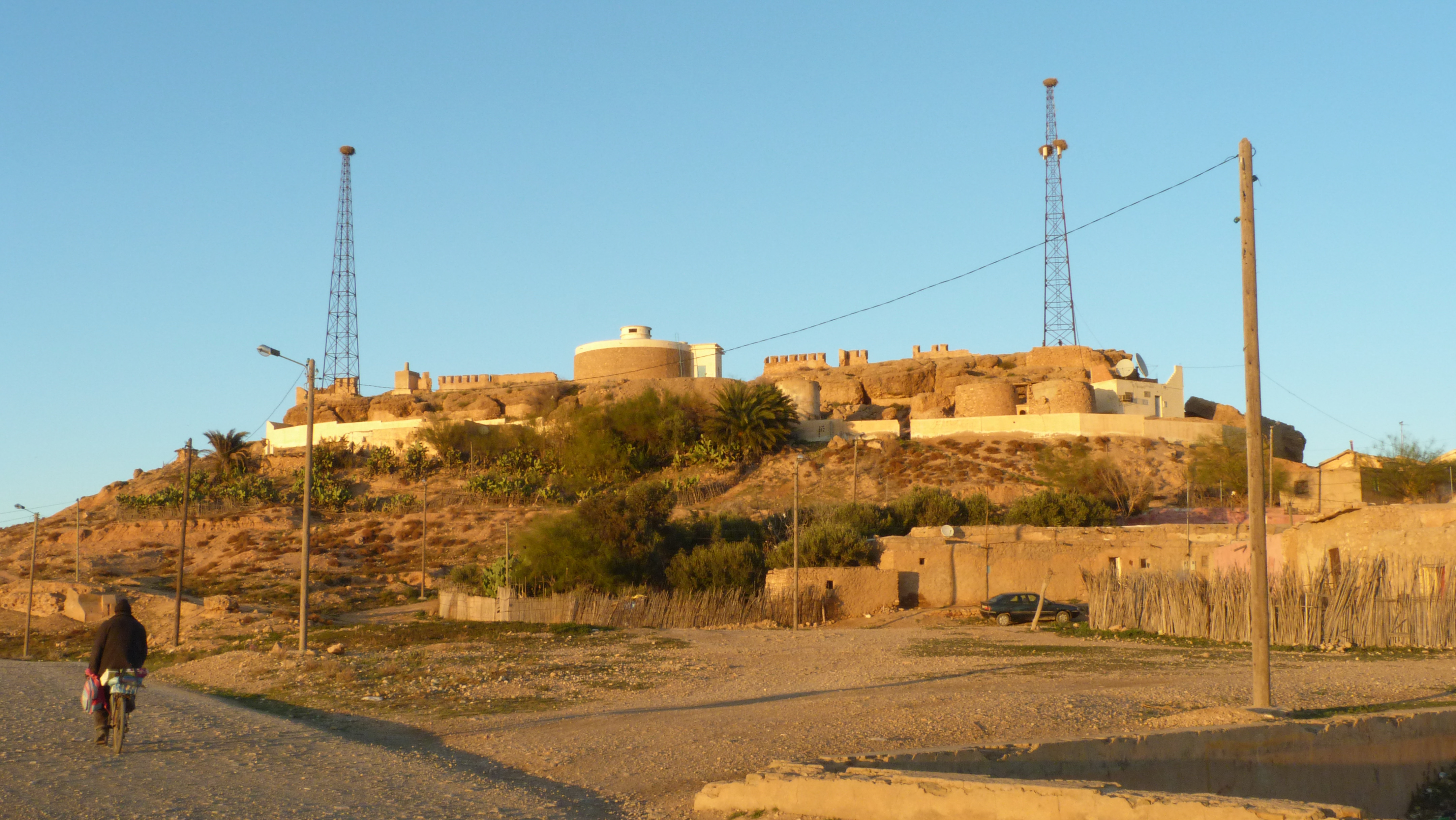
Taourirt – Kasbah

Taourirt oder Tawrirt (marokkanisches Tamazight ⵜⴰⵡⵔⵉⵔⵜ Tawrirt, deutsch ‚Hügel‘; arabisch تاوريرت) ist eine Großstadt in der Region Oriental im Nordosten Marokkos. Sie ist die Hauptstadt der gleichnamigen Provinz.

## Lage und Klima
Taourirt liegt am Oued Za im Nordosten Marokkos an der Strecke Fès-Taza-Guercif-Oujda in einer hügeligen bis bergigen Umgebung etwa 400 bis 450 m. Das Klima ist meist trocken; der eher spärliche Regen (ca. 220 mm/Jahr) fällt – abgesehen von wenigen Sommergewittern – eigentlich nur in den Wintermonaten.

## Bevölkerung
| Jahr      | 1994   | 2004   | 2014    | 2024    |
| Einwohner | 57.956 | 80.024 | 103.398 | 100.402 |

Über 90 % der Bevölkerung sind berberischer Abstammung und ist seit den 1970er Jahren aus klimatischen (Dürreperioden) oder soziokulturellen (Chancenlosigkeit) Gründen aus ihren angestammten Heimatgebieten in die Städte abgewandert (Landflucht), um dort Arbeit zu finden und den Lebensunterhalt für ihre Familien zu verdienen. Bis in die 1950er Jahre hinein hatte der kleine Marktflecken nur etwa 3000 Einwohner. Der arabischstämmige Bevölkerungsteil macht nur wenige Prozent der Gesamtbevölkerung aus, besetzt jedoch die führenden Positionen in Wirtschaft und Verwaltung sowie im Gesundheits- und Bildungswesen. Man spricht Berberdialekte oder Marokkanisches Arabisch.

## Wirtschaft
War die Region jahrhundertelang hauptsächlich Nomaden- oder Halbnomadengebiet, so hat sich erst im 20. Jahrhundert die Sesshaftigkeit weitestgehend durchgesetzt. In der Umgebung gab es einige – heute stillgelegte – Erzminen, in denen Eisen, Zink, Fluor und Blei abgebaut wurde. Durch Bewässerungsprojekte entlang der Flüsse Moulouya und Za hat sich die landwirtschaftlich nutzbare Fläche in den letzten Jahrzehnten des 20. Jahrhunderts mehr als verdoppelt. Auch durch die Neuschaffung der Provinz Taourirt (1999) ist die Bedeutung der Stadt gewachsen. Der nationale oder internationale Tourismus spielt keine Rolle im Wirtschaftsleben.

## Geschichte
Wie in den meisten Berbergebieten Marokkos fehlen Aufzeichnungen zur Geschichte von Region und Stadt. Man weiß allerdings, dass sich in der Nähe ehemals eine nicht unbedeutende Stadt mit Namen Za befunden haben muss, die nach ihrer Eroberung durch die Meriniden im 13. Jahrhundert in Taourirt umbenannt wurde. Die Alaouiten errichteten auf einem Hügel oberhalb der Ansiedlung eine Festung (kasbah), die jedoch im 19. Jahrhundert von den hier ansässigen Berberstämmen der Kerarma und Ahlaf in ein Speichergebäude umfunktioniert wurde. Während der französischen Kolonialzeit siedelten sich weitere Stämme – zunächst noch in Zelten – in der Umgebung an.

## Sehenswürdigkeiten
Abgesehen von der umgebenden Landschaft hat die Stadt keinerlei historische oder kulturelle Sehenswürdigkeiten. Die auf einem Hügel liegende alte Festungsanlage (kasbah) ist zu einer nicht betretbaren Sendeanlage umfunktioniert worden.